# Antoniów (powiat przysuski)
Antoniów – wieś w Polsce położona w województwie mazowieckim, w powiecie przysuskim, w gminie Gielniów. Wieś ma status sołectwa.
W latach 1975–1998 miejscowość należała administracyjnie do województwa radomskiego.
Wierni Kościoła rzymskokatolickiego należą do parafii św. Szymona i Judy Tadeusza w Bielinach.